# Thecostele
Thecostele é um género botânico pertencente à família das orquídeas (Orchidaceae).

## Espécie
1. Thecostele alata (Roxb.) E.C.Parish & Rchb.f. (1874)